# 珠海市体育中心

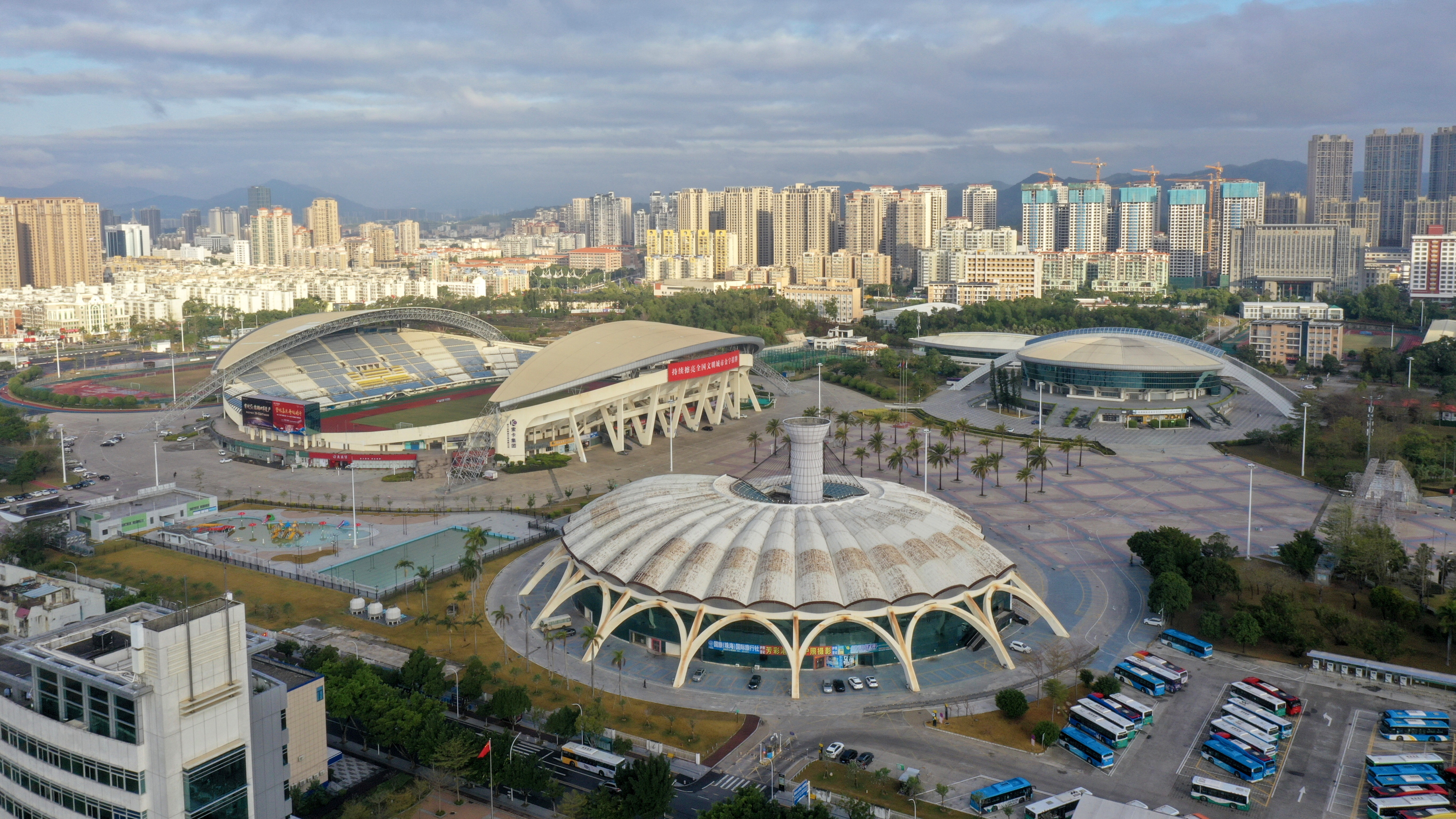
2021年1月的珠海市体育中心

珠海市体育中心位于中国珠海市香洲区，新香洲西部、红山路北侧，目前是珠海最大的体育场馆，总投资8亿元人民币，于1998年建成。珠海市体育中心总占地面积70万平方米，主体场馆包括体育场、体育馆、游泳馆、射击馆、训练馆等，除此还有网球中心及体育公园等场地设施。
1998年10月，廣東省第十屆運動會在該場館舉辦。
2019年6月6日澳門對斯里蘭卡的2022年世界盃外圍賽亞洲區第一圈淘汰賽本來的比賽場地澳門運動場因仍在維修，改在珠海體育中心球場作賽。
2025年8月18日，珠海市香洲区政府发布用地清场通告，表示珠海市体育中心之所屬用地已被政府收回。

## 藝術文化
1999年電影《少林足球》的足球比賽場面在此取景。

## 附近交通
- 市內公共汽車：
  - 体育中心南总站、红山路南站（18路、35路）

## 事件

### 駕車撞人事件

事發健走步道示意地圖

2024年11月11日晚间，一名62岁的男子驾驶车辆衝入體育中心全民健身广场健走步道無差別绕场撞击人群，造成38人死亡，47人受傷（不含肇事者）。